# Mount Finkol
Mount Finkol je planina na otoku Kosrae, u saveznoj državi Kosrae, u Saveznim Državama Mikronezije. Njen vrh je najviši na otoku i uzdiže se do visine od 619 m.